# برانویل
برانویل (به فرانسوی: Branville) یک کمون (فرانسه) در فرانسه است که در canton of Dozulé واقع شده‌است. برانویل ۶٫۳۹ کیلومتر مربع مساحت دارد ۱۴۸ متر بالاتر از سطح دریا واقع شده‌است.